# Masjid Omar Kampong Melaka
Masjid Omar Kampong Melaka is een moskee uit 1820 in de stadstaat Singapore. De moskee bevindt zich aan Keng Cheow Street in het Singapore River Planning Area, in het Centraal Gebied, de centrale zakenwijk van Singapore.
De moskee is eigendom van Majlis Ugama Islam Singapura. De minaret van de moskee werd pas in 1985 toegevoegd

## Vervoer
De moskee is bereikbaar vanaf het MRT-station Clarke Quay.